# Delta Force (computerspel)
Delta Force is een tactische first person shooter, ontwikkeld en uitgegeven door NovaLogic. Het spel werd als eerst uitgebracht voor de PC op 1 november 1998. Delta Force was ontworpen als militaire simulator, lichtelijk gebaseerd op de Amerikaanse speciale eenheid met dezelfde naam. Het grafische aspect heeft te lijden onder het lage budget waaronder het spel is ontwikkeld, dat is ook de aanleiding voor fouten in het spel.

## Techniek
Delta Force force berekent het weergavesysteem met een Voxel techniek, dit was uniek voor het spel in die tijd.

## Spelervaring
Het spel was vrij revolutionair ten tijde dat het werd uitgebracht, ondanks de mindere beeldkwaliteit vergeleken met moderne techniek. Het spel biedt een groot aantal missies, de meeste daarvan bevinden zich buiten de stad. De doelen die de speler worden voorgelegd variëren per missie. Het elimineren van de tegenstander is niet altijd het doel van het spel, mocht de speler zich daar aan wagen dan loopt deze vaak zijn doel mis, bijvoorbeeld het opzetten van een hinderlaag op een vijandelijk konvooi. Veel voorkomende doelen zijn: het ombrengen van alle vijanden, het bevrijden van gijzelaars, het onderscheppen van vijandelijke konvooien, vasthouden of elimineren van een vijandelijke leider, het vernietigen of het veiligstellen van een bepaald doel, het bewaken van een bevriende leider.
De speler kan kiezen uit een arsenaal van 6 wapens, waaronder:
- De M4, aanvalsgeweer;
- De AK47 aanvalsgeweer;
- De SAW, machinegeweer;
- De pistoolmitrailleur met geluiddemper;
- Twee types scherpschuttersgeweren;

## Kritiek
Het spel, onder zijn vele missies en interactiviteit (het neerschieten van vogels, en het stukschieten van bomen), had fouten in de kunstmatige intelligentie waardoor het spel minder goed werd ontvangen door de spelers. Vijandelijke tegenspelers reageren alleen op vuurgevechten wanneer de speler zich in zijn zichtsveld bevindt. In het wildeweg schieten naar vijandelijke patrouilles resulteert daarom in dat de patrouille geen actie onderneemt en het vuurgevecht negeert tenzij ze de speler daadwerkelijk zien. Ook is het algoritme dat de tegenstander minder accuraat doet schieten zo grof ingesteld dat zij tot zo'n 80% van alle salvo's missen tenzij er van dichtbij wordt geschoten.